# Japan Soccer League Cup 1989
La Japan Soccer League Cup 1989 è stata la quattordicesima edizione del torneo calcistico organizzato dalla Japan Soccer League, massimo livello del campionato giapponese di calcio.

## Date
| Turno            | Data              |                   |
| ---------------- | ----------------- | ----------------- |
| Primo turno      | 29-30 agosto 1989 |                   |
| Secondo turno    | 9 settembre 1989  |                   |
| Quarti di finale | 10 settembre 1989 |                   |
| Semifinali       | 15 settembre 1989 |                   |
| Finali           | 16 settembre 1989 | 16 settembre 1989 |

## Risultati

### Primo turno
| Squadra 1           | Risultato            | Squadra 2            |
| ------------------- | -------------------- | -------------------- |
| Kawasaki Steel      | 3 - 2                | Mazda Auto Hiroshima |
| Kofu Club           | 1 - 2                | ANA                  |
| Osaka Gas           | 0 - 4                | NKK                  |
| Kyoto Shiko         | 1 - 1 1 - 3 (d.c.r.) | Fujita               |
| Furukawa Electric   | 1 - 0                | Fujitsu              |
| Matsushita Electric | 0 - 0 1 - 3 (d.c.r.) | Cosmo Oil            |
| Nippon Steel        | 0 - 2                | Yomiuri              |
| Toyota Motors       | 3 - 0                | Toho Titanium        |
| NTT Kanto           | 3 - 3 5 - 4 (d.c.r.) | Tanabe Pharma        |
| Yamaha Motors       | 3 - 0                | Sumitomo Metals      |
| Hitachi             | 1 - 1 2 - 4 (d.c.r.) | Mazda                |
| Honda Motor         | 6 - 0                | Teijin               |

### Secondo turno
| Squadra 1     | Risultato            | Squadra 2         |
| ------------- | -------------------- | ----------------- |
| Nissan Motors | 3 - 2                | Kawasaki Steel    |
| ANA           | 2 - 1                | NKK               |
| Fujita        | 4 - 2                | Furukawa Electric |
| Cosmo Oil     | 1 - 4                | Yanmar Diesel     |
| Mitsubishi HI | 0 - 2                | Yomiuri           |
| Toyota Motors | 1 - 1 5 - 4 (d.c.r.) | NTT Kanto         |
| Yamaha Motors | 1 - 0                | Mazda             |
| Honda Motor   | 1 - 1 2 - 4 (d.c.r.) | Toshiba           |

### Quarti di finale
| Squadra 1     | Risultato | Squadra 2     |
| ------------- | --------- | ------------- |
| Nissan Motors | 2 - 0     | ANA           |
| Yamaha Motors | 2 - 1     | Toshiba       |
| Fujita        | 1 - 0     | Yanmar Diesel |
| Yomiuri       | 4 - 2     | Toyota Motors |

### Semifinali
| Squadra 1     | Risultato | Squadra 2     |
| ------------- | --------- | ------------- |
| Nissan Motors | 2 - 1     | Fujita        |
| Yomiuri       | 0 - 1     | Yamaha Motors |

### Finale
| Toyohashi 16 settembre 1989, ore 15:00 UTC+9 | Nissan Motors | 1 – 0 | Yamaha Motors | Stadio Comunale |
| \| \| \| \| \| Mizunuma 26’ \| Marcatori \| \| \| Matsunaga Tanaka Hirakawa Sugiyama Sano T. Hashiratani Mizunuma Kimura Renato Wagner K. Hashiratani \| Formazioni \| · Morishita · Igashikawa 76’ · Ishigami · Yanagishita · Ademir · Date · Uchiyama · Oenoki · Yoshida · André · Oishi · A disposizione · Arita 76’ \| \| Kamo \| Allenatori \| Konagaya \| |               | |               |                 |
| |               | |               |                 |
| Mizunuma 26’ | Marcatori     | |               |                 |
| Matsunaga Tanaka Hirakawa Sugiyama Sano T. Hashiratani Mizunuma Kimura Renato Wagner K. Hashiratani | Formazioni    | · Morishita · Igashikawa 76’ · Ishigami · Yanagishita · Ademir · Date · Uchiyama · Oenoki · Yoshida · André · Oishi · A disposizione · Arita 76’ |               |                 |
| Kamo | Allenatori    | Konagaya |               |                 |